# Colastinus crustatus
Colastinus crustatus är en stekelart som beskrevs av Sergey A. Belokobylskij 1984. Colastinus crustatus ingår i släktet Colastinus och familjen bracksteklar. Inga underarter finns listade i Catalogue of Life.